# San Fernando, Jalisco
San Fernando är en ort i Mexiko.   Den ligger i kommunen San Diego de Alejandría och delstaten Jalisco, i den centrala delen av landet, 300 km nordväst om huvudstaden Mexico City. San Fernando ligger 1 973 meter över havet och antalet invånare är 119.
Terrängen runt San Fernando är huvudsakligen platt, men söderut är den kuperad. Runt San Fernando är det ganska tätbefolkat, med 124 invånare per kvadratkilometer. Närmaste större samhälle är San Francisco del Rincón, 18,5 km öster om San Fernando. I omgivningarna runt San Fernando växer huvudsakligen savannskog.